# أفعى راسيلي السيامية
أفعى راسيلي السيامية (الاسم العلمي:Daboia siamensis) هو نوع من الزواحف يتبع جنس الدبواء من فصيلة الأفعويات.